# Auvers (Górna Loara)
Auvers – miejscowość i gmina we Francji, w regionie Owernia-Rodan-Alpy, w departamencie Górna Loara.
Według danych na rok 1990 gminę zamieszkiwało 86 osób, a gęstość zaludnienia wynosiła 4 osoby/km² (wśród 1310 gmin Owernii Auvers plasuje się na 755. miejscu pod względem liczby ludności, natomiast pod względem powierzchni na miejscu 404.).